# Mario Party Advance
Mario Party Advance (マリオパーティ アドバンス?, Mario Pāti Adobansu) è un videogioco appartenente alla serie di Mario Party ed il primo e unico gioco di Mario Party per Game Boy Advance commercializzato da Nintendo. Poiché è stato pubblicato per una console portatile (il secondo è Mario Party DS), il gameplay è differente dai giochi precedenti di Mario Party. Questo è il decimo gioco di Mario per Game Boy Advance. Inoltre, Mario Party Advance è seguito da Mario Party 7.

## Modalità di gioco
Il giocatore può scegliere tra quattro diversi personaggi di Mario: Mario, Luigi, Principessa Peach e Yoshi. Il giocatore guida un'auto posta in un tabellone,  simili a quelli visti nei precedenti giochi di Mario Party. A seconda del personaggio scelto, il giocatore inizierà in un'area diversa del tabellone.  Il giocatore inizia con quattro funghi, ma è possibile ottenerne di aggiuntivi vincendo minigiochi giocati ogni tre turni. Il gioco finisce quando non ci sono più funghi. La modalità multiplayer presente in tutti i precedenti giochi della serie non è più disponibile ed è stata sostituita da una nuova modalità chiamata "Fungolandia". Lo scopo del gioco è raccogliere tutti i minigiochi e le "Stramberie" che sono stati sparsi per Fungolandia da Bowser, completando le missioni assegnate al giocatore dai vari abitanti di Fungolandia.
Le Stramberie, inventati dal Professor Strambic, sono oggetti interattivi come un generatore di codice Morse e un misuratore dell'amore. Il gioco include oltre 120 minigiochi, inclusi Gaddgets. Circa 12 dei minigiochi possono essere giocati in modalità multiplayer, con l'uso di un Game Link Cable. Alcune Stramberie possono anche essere giocate in modalità multiplayer se i giocatori controllano diversi pulsanti su un singolo Game Boy Advance. Il gioco includeva anche un tabellone di carta per più giocatori che poteva essere giocato insieme alla cartuccia del gioco, usato dai giocatori per tirare i dadi e per giocare ai minigiochi.

## Accoglienza
| Testata               | Giudizio |
| --------------------- | -------- |
| Metacritic (media al) | 54/100   |
| 1UP.com               | C        |
| Detroit Free Press    | 2/4      |
| Eurogamer             | 1/10     |
| Famitsū               | 27/40    |
| GameSpot              | 6,5/10   |
| GameSpy               | 3/5      |
| IGN                   | 6/10     |
| NGC Magazine          | 2/5      |
| Nintendo Life         | 7/10     |
| Nintendo Power        | 3,2/5    |
| PALGN                 | 1,5/10   |
| X-Play                | 3/5      |

Mario Party Advance ha ricevuto recensioni "contrastanti" secondo il sito di aggregazione di recensioni Metacritic. Sebbene il gioco contenga un gran numero di minigiochi e caratteristiche sbloccabili, i revisori hanno criticato la tendenza del gioco a punire i giocatori in base alla casualità, segnalando la mancanza di innovazione nei minigiochi ed esprimendo preoccupazione per le limitate modalità multiplayer del gioco. Craig Harris di IGN ha criticato la "presentazione grafica e sonora incredibilmente semplice e rudimentale", così come la modalità per giocatore singolo "a ritmo lento", la sua grande quantità di dialoghi e ha dichiarato che la maggior parte dei suoi minigiochi "sono in realtà blandi, con alcune rudimentali sfide platform o giochi di memoria che sono stati fatti un miliardo di volte in altri giochi. L'ambiente 2D deve aver limitato la creatività del team nel fornire alcune sfide che sono fantasiose e divertenti".  Frank Provo di GameSpot ha definito le modalità multiplayer del gioco "abbastanza limitate e mal organizzate", dichiarando però che la modalità single-player "è molto ben organizzata e offre una grande varietà". Provo ha inoltre elogiato gli sprite "colorati" dei personaggi, criticando gli sfondi "blandi" del gioco e alcuni dei suoi minigiochi.
Kristan Reed di Eurogamer ha affermato che era "praticamente la definizione da dizionario di "orribile"", sottolineando che "la maggior parte - se non tutti - dei suoi cento minigiochi sono tra alcuni degli sforzi più insultanti e mal progettati che tu abbia mai visto associato all'amato franchise". Reed ha affermato che "un tipico gioco all'interno di Mario Party Advance è spesso noioso, mal progettato e completamente privo di qualsiasi qualità accattivante. [...] L'animazione è praticamente inesistente, i noiosi scambi di chiacchiere che avvengono tra i personaggi mancano di immaginazione, e l'intero progetto odora solo di qualcosa messo insieme per soddisfare un obbligo contrattuale". Karen Chu di 1UP.com ha scritto: "Sebbene io sia aperto a nuove possibilità e reinterpretazioni di Mario Party, giocare a questo gioco mi ha fatto venire voglia di tornare sul mio Gamecube e giocare alle versioni per console originali, anche se devo giocare contro 3 giocatori CPU perché, francamente, essere l'unico giocatore in un gioco da tavolo pubblicizzato come un "party" è semplicemente scoraggiante ".
Nel 2015, IGN ha collocato il gioco in fondo alla lista dei "Migliori giochi di Mario Party", affermando: "Mario Party Advance è la pecora nera della serie Mario Party. Questa versione portatile ha abbandonato lo stile classico di quattro giocatori che collezionavano stelle e monete a favore di una modalità focalizzata sul giocatore singolo. Il cuore della serie di Mario Party risiede nel suo multiplayer, quindi anche se questo nuovo approccio ha portato alcune idee interessanti, non ha mai ottenuto ciò che ha reso tutti gli altri giochi così allettanti."